# Axialflödespump

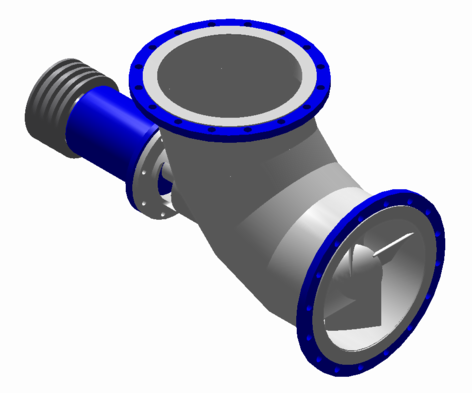
Industriell Axialflödespump

En axialflödespump eller AFP är en vanlig typ av rotodynamisk pump som i huvudsak består av en i röret inbyggd propeller, även kallad impeller (ett axiellt pumphjul). Impellern kan drivas direkt av en motor monterad i röret eller av motorer monterade på rörets utsida. Dessa kan vara allt ifrån elmotorer till bensin/dieselmotorer. Sitter drivningen på utsidan används ofta en rätvinklig drivaxel som genomborrar röret.

Vätskepartiklar, under sitt flöde genom pumpen, ändrar inte sina radiella lägen eftersom förändringen i radie vid sugsidan och trycksidan (kallad "urladdning") av pumpen är mycket liten. Därav namnet "axial"-pump, flödet genom pumpen sker axiellt genom pumpen.

## Drift

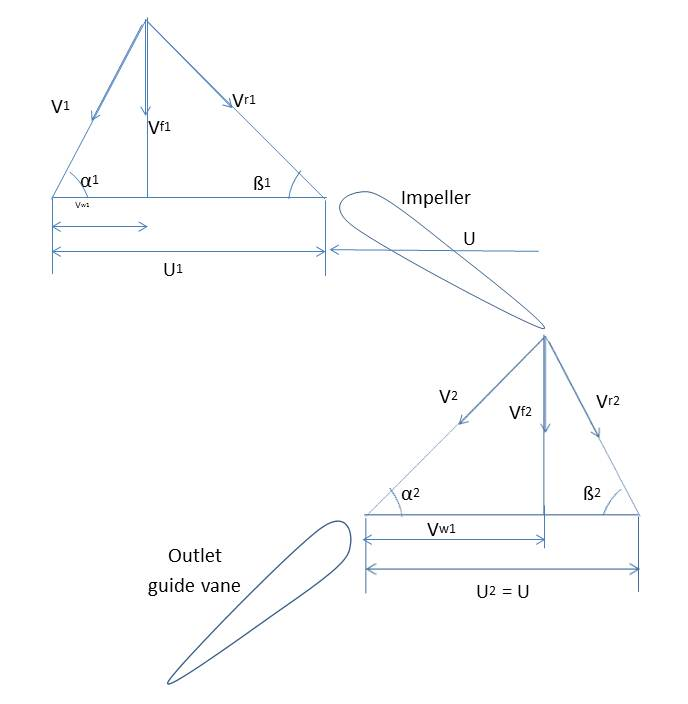
Axialflödespumpens vektordiagram

En axialflödespump har ett pumphjul av propellertyp som körs i ett hölje (impeller). Trycket i en axialflödespump utvecklas av vätskans flöde över pumphjulets blad. Vätskan skjuts i en riktning parallellt med pumphjulets axel, det vill säga att vätskepartiklar under flöde genom pumpen inte ändrar sina radiella lägen. Det tillåter att vätskan kommer in i pumphjulet axiellt och lämnar pumphjulet  nästan axiellt. impellern på en axialpump drivs av en motor.

## Bladdesign

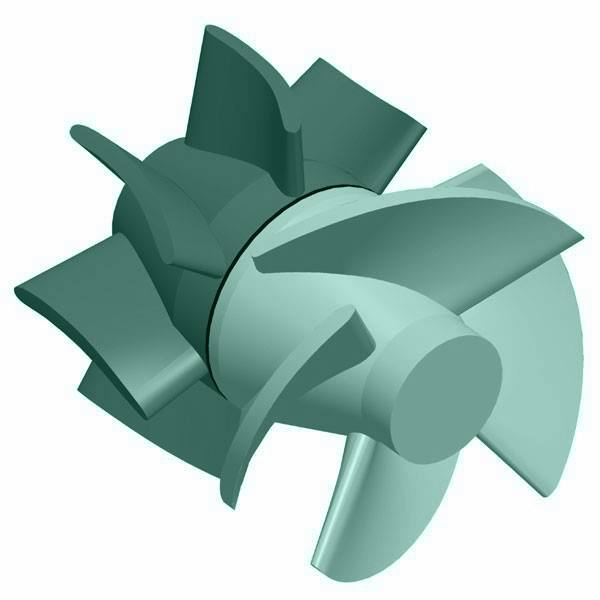
Bladen hos axialflödespumpen är vridna

Bladen hos en axialflödespump har en vingprofil där vätskan strömmar över. Följden blir att ett undertryck uppstår på bladets sugsida och ett övertryck vid bladets trycksida. Resultatet blir en  tryckskillnad som sätter fart på vätskan genom impellern.

## Egenskaper

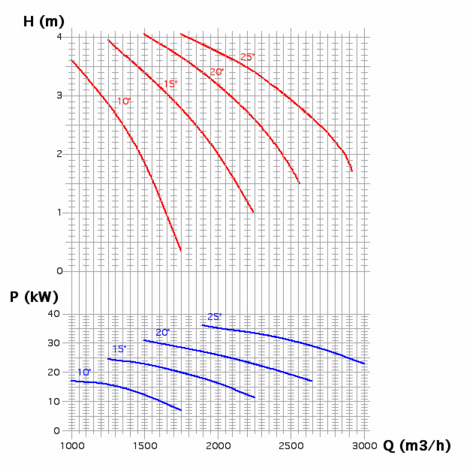
Karakteristisk kurva för en axialpump. Röda linjer visar olika prestanda vid varierande bladstigning, blå linjer visar den absorberade kraften

Egenskaperna hos en axialflödespump visas i figuren. Som visas i figuren kan tryckhöjden vid nollflöde vara så mycket som tre gånger tryckhöjden vid pumpens bästa verkningsgrad. Effektbehovet ökar också när flödet minskar, den högsta effekten drar pumpen vid nollflöde. Denna egenskap är motsatt den hos en radialflödescentrifugalpump där effektbehovet ökar med en ökning av flödet. Effektkraven och pumphöjden ökar också med en ökning av stigningen, vilket gör det möjligt för pumpen att anpassa sig efter systemförhållandena för att ge den mest effektiva driften.

### Fördelar
Den största fördelen med en axialflödespump är att den har ett relativt hög utloppshastighet (flödeshastighet) vid en relativt låg lyfthöjd (vertikalt avstånd). Till exempel kan den pumpa upp till tre gånger mer vatten och andra vätskor vid lyft på mindre än fyra meter jämfört med den vanligare radialpumpen annars kallat centrifugalpumpen. Den kan också enkelt justeras för att köras med maximal effektivitet vid lågt flöde/högt tryck och högt flöde/lågt tryck genom att ändra stigningen på impellern. (Endast modeller med variabel stigning på impellerbladen).
Effekten av att vätskan vrids är inte alltför allvarlig i en axialpump 

 och längden på pumphjulsbladen är också kort. Detta leder till lägre hydrodynamiska förluster och högre verkningsgrad genom impellern, speciellt om det finns flera steg av blad. En stor fördel med dessa pumpar är dess små dimensioner i förhållande till många andra av de mer konventionella typerna av pumpar. Axialflödespumpen är även mer lämpad för låga tryckhöjder (låg pumphöjd) där man önskar en hög flödeshastighet hos den pumpade vätskan.

## Användningsområden

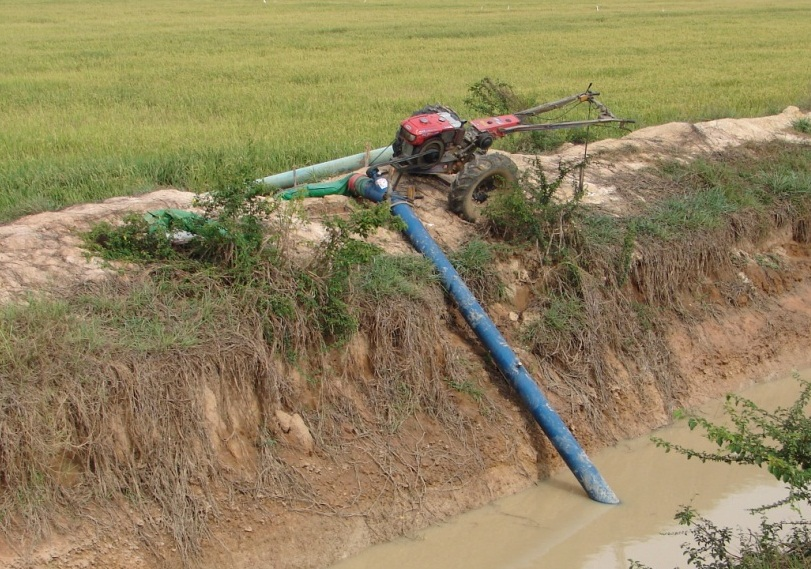
Thailändsk modell, 20 cm x 6 m lång axialflödespump som drivs av en 12 hästkrafters modifierad tvåhjulig traktor. Pumpen pumpar vatten från en bevattningskanal till närliggande risfält via ett flexibelt transportrör i plast. En av de vanligaste tillämpningarna av axialflödespumpar är även att hantera avloppsvatten från kommersiella kommunala och industriella källor

I många båtar, framförallt hos segelbåtar, används även axialflödespumpar också som överföringspump mellan olika barlasttankar. Detta är en mycket lämpad tillämpning då man ofta vill flytta ballastvatten mellan tankarna snabbt, pumphöjden är även mycket låg. I kraftverk används de för att pumpa vatten från en reservoarer såsom en närliggande flod, sjö eller hav för att kyla dess ångkondensorer. Inom den kemiska industrin används de för cirkulation av stora mängder vätska, till exempel i förångare och kristallisatorer. Vid rening av avloppsvatten används ofta en AFP för intern återcirkulation av blandlut (det vill säga överföring av nitrifierad blandlut från luftningszon till denitrifieringszon).
Inom jordbruk och fiske används AFP:er med mycket stora effekter för att pumpa vatten för bevattning och dränering. I Östasien drivs miljontals mindre (6-20 hk) mobila axialflödespumpenheter, mestadels drivna av encylindriska diesel- och bensinmotorer. De används i jordbruk av mindre skala för bevattning, dränering och fiske. Impellerdesignerna har förbättrats genom tiderna och bidrar till än  effektivare och minskad energikostnad för små lokala jordbruk. Tidiga konstruktioner av dessa småsakliga pumpar var mindre än två meter långa men nuförtiden kan de vara upp till sex meter eller mer. Detta bidrar till en säkrare arbetsmiljö för jordbrukarna anläggningarna kan placeras längre ifrån vattenkällan. Då kraftkällan (många gånger modifierade traktorer inte behöver stå på randen av till exempel flodbanken.